# غيران

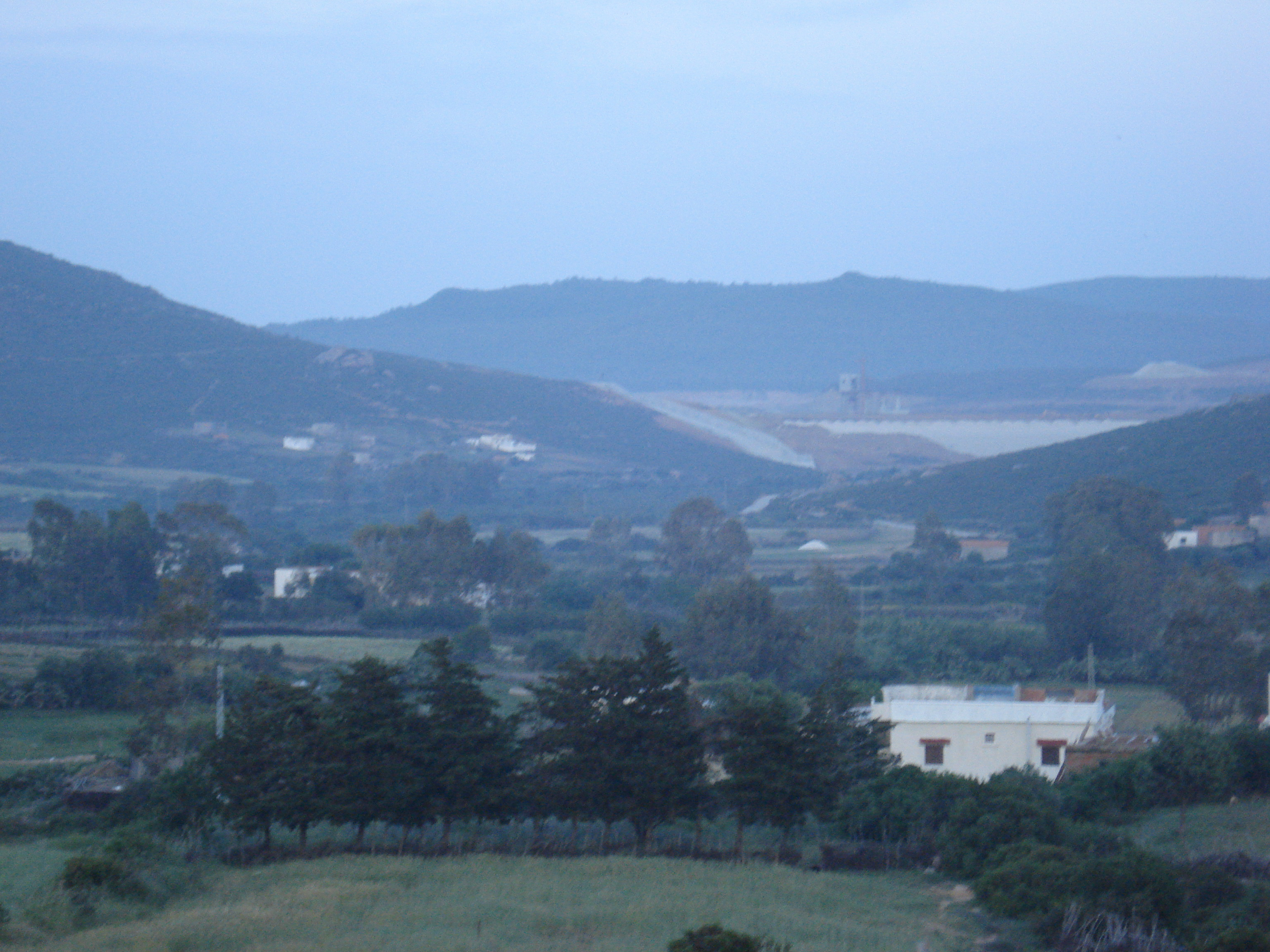
قرية غيران (سد قمقوم يظهر في آخر الصورة)

غِيرَان قرية تقع في معتمدية سجنان بولاية بنزرت بالشمال التونسي، قرب رأس سيراط.

### مواضيع ذات علاقة
- معتمدية سجنان.
- ولاية بنزرت.